# A Futile and Stupid Gesture
A Futile and Stupid Gesture è un film del 2018 diretto da David Wain.

## Trama
La pellicola segue le vicende del giornalista e scrittore satirico Doug Kenney, interpretato da Will Forte, durante gli anni in cui dirigeva la rivista umoristica National Lampoon.

## Distribuzione
Il film è stato presentato in anteprima mondiale al Sundance Film Festival 2018 e distribuito attraverso Netflix a partire dal 26 gennaio dello stesso anno.